# زمین‌لرزه ۱۹۲۰ های‌یوان
زمین‌لرزه های‌یوان  در تاریخ ۱۶ دسامبر ۱۹۲۰ میلادی، برابر با ‎۲۵ آذر ۱۲۹۹، ساعت ۱۲:۰۵:۵۴ به زمان یوتی‌سی در چین ، منطقه های‌یوان رخ داد. ژرفای این زلزله ۲۵ کیلومتر بود. بزرگی آن ۸٫۳ در مقیاس Mw اعلام شده‌است. زمین‌لرزه به وقت محلی در روز پنج‌شنبه، ساعت ۲۰ روی داده و منطقه زمانی آن یوتی‌سی +۸ بوده‌است .
سازمان زمین‌شناسی آمریکا نیز جای این زمین‌لرزه را در مختصات ۳۶°۴۲′شمالی ۱۰۴°۵۴′شرقی / ۳۶٫۷°شمالی ۱۰۴٫۹°شرقی و بزرگی آنرا برابر با ۷٫۸ در مقیاس ریشتر اعلام کرده‌است. ژرفای گزارش شده از سوی این سازمان ۱۷ کیلومتر می‌باشد.
شمار کشتگان زلزله حدود ۲۳۵۵۰۲ نفر بوده‌است.تعداد زخمیان ۳۶۳۲۳ نفر برآورده شده‌است.